# Флика
„Флика“ (на английски: Flicka) е американска приключенска семейна драма от 2006 г. на режисьора Майкъл Майер, по сценарий на Марк Розентал и Лорънс Конър, базиран е на романа „Моят приятел Флика“ от 1941 г., написан от Мери О'Хара. Романът предишно е направен като филм от „Туентиът Сенчъри Фокс“ през 1943 г., и служи като вдъхновение за „Моят приятел Флика“, телевизионен сериал в 39 епизода, излъчен през 1956-1957 г. В тази версия, развит във 21-вия век, персонажът е момиче, изиграна от Алисън Ломан. Филмът също включва Мария Бело, Райън Куонтън и кънтри певеца Тим Макгро, който също служи като изпълнителен продуцент на саундтрак албума.
Продължението – „Флика 2“ (2010) е пуснат на DVD от 4 май 2010 г., и другото продължение – „Флика 3: Най-добри приятели“, е пуснат на 1 май 2012 г.